# Crystal Waters (ekowioska)
Crystal Waters (znana też jako Crystal Waters Permaculture Village i Crystal Waters Ecovillage) – założona w 1989 ekowioska na Sunshine Coast w głębi stanu Queensland w Australii. Wioska liczy ok. 200 mieszkańców i 83 1-akrowe działki.

## Historia
Projekt został sfinansowany całkowicie ze środków własnych. Teren został nabyty w drodze umowy z właścicielem, że w zamian za przekazanie terenu otrzyma kilka domostw, kiedy te będą całkowicie zbudowane. Projektanci terenu także zostali opłaceni poprzez przekazanie im działek. Zainteresowani nabywcy domostw w ekowiosce zapłacili za nie z góry, w ten sposób opłacając koszty materiałów, narzędzi i robocizny. Głównym projektantem ekowioski był Max Lindegger.
Wioska została starannie zaprojektowana zgodnie z zasadami permakultury. Wioska znajduje się na terenie dawnych pastwisk z lat 60., kiedy to ziemia została wyjałowiona przez wypas koni i krów i podlegała erozji. Większość projektowania odbywała się w terenie, biorąc pod uwagę nierówności terenu, orientację względem stron świata, rodzaje gleby, mikroklimaty w poszczególnych miejscach, itd. Dzięki działaniu zgodnie z naturą domy zostały usytuowane tak, aby uzyskać jak największe dawki promieniowania słonecznego w zimie i chłodu w lecie (pasywne ogrzewanie). Oczka wodne pomagają w dystrybucji wody i chronią glebę przed erozją. Tereny zdegradowane zostały zalesione i obsadzone roślinami endemicznymi. Statut wioski zaleca mieszkańcom odpowiedzialność ekologiczną w zakresie zaspokajania swoich potrzeb i utylizacji odpadów.
Na rok 1996, w wiosce znajdowały się 83 działki będące własnością prywatną, po ok. pół hektara każda, zajmujące ok. 14% terenu. Dalsze 6% z 259 ha (640 akrów) znajdowało się w posiadaniu wiejskiej spółdzielni: był tam m.in. teren handlowy, placówka edukacyjna, agencja turystyczna, piekarnia, oddział straży pożarnej i centrum informacyjne, a także pole kempingowe dla odwiedzających. Pozostałe 80% stanowiło własność wspólną, z terenami upraw, lasami i drogami wodnymi.
W roku 2000 wybudowano centrum szkoleniowe EcoCenter, stosując technikę ubijanej ziemi (rammed earth). Na dachu werandy znajdują się 24 panele solarne, zaś całkowita powierzchnia dachu to ok. 320m2 zdolnych odebrać ok. 430 000 litrów deszczówki rocznie.

## Nagrody
W 1996 wioska Crystal Waters otrzymała nagrodę World Habitat Award od ONZ za „pionierską pracę nad pokazaniem nowych dróg zrównoważonego życia o niskim wpływie na środowisko, poprzez założenie pierwszej na świecie intencjonalnej wioski permakulturowej” ("pioneering work in demonstrating new ways of low impact, sustainable living through the establishment of the world's first intentional permaculture village"). W 1998 wioska Crystal Waters znalazła się na liście Najlepszych Praktyk ("Best Practices") Programu Narodów Zjednoczonych ds. Osiedli Ludzkich.